# Hodònim

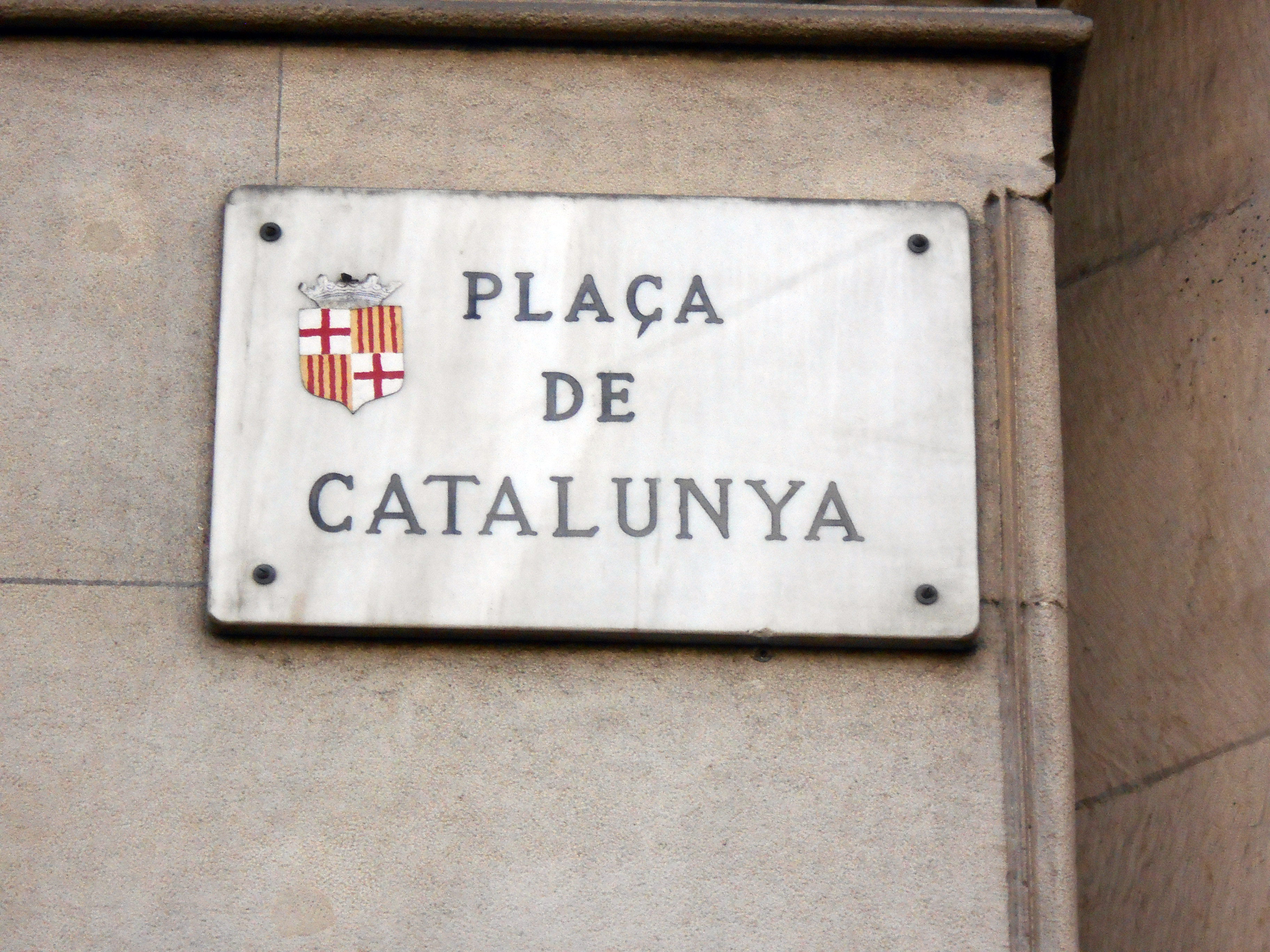
Rètol de la plaça de Catalunya, Barcelona

Un hodònim —també escrit sense "h", odònim— és un terme que fa referència al nom d'una via pública (carrer, plaça, avinguda, passeig, rambla, camí, carretera, etc.). La seva etimologia prové del grec ὁδός (hodós, 'camí') i ὄνομα (ónoma, 'nom'), és a dir, 'nom de camí'. L'estudi dels hodònims és l'hodonímia. Per regla general, un hodònim està compost d'un genèric (carrer, plaça, etc.) i un nom propi (per exemple, plaça de Catalunya de Barcelona). Normalment estan assenyalats amb plaques o rètols situats als carrers i vies públiques urbanes. És una varietat de topònim —de nom de lloc geogràfic— i, per tant, el seu estudi entra dins l'àmbit de la toponímia.